# Ischnocnema sambaqui
Ischnocnema sambaqui är en groddjursart som först beskrevs av Castanho och Célio F.B. Haddad 2000.  Ischnocnema sambaqui ingår i släktet Ischnocnema och familjen Brachycephalidae. IUCN kategoriserar arten globalt som otillräckligt studerad. Inga underarter finns listade i Catalogue of Life.